# Bijakal, Kushtagi
Bijakal là một làng thuộc tehsil Kushtagi, huyện Koppal, bang Karnataka, Ấn Độ.